# Giovanni Steffè
Giovanni Steffè (12 de enero de 1928-19 de octubre de 2016) fue un deportista italiano que compitió en remo.
Participó en los Juegos Olímpicos de Londres 1948, obteniendo una medalla de plata en la prueba de dos con timonel. Ganó una medalla de plata en el Campeonato Europeo de Remo de 1947.

## Palmarés internacional
| Juegos Olímpicos   | Juegos Olímpicos      | Juegos Olímpicos | Juegos Olímpicos |
| Año                | Lugar                 | Medalla          | Prueba           |
| ------------------ | --------------------- | ---------------- | ---------------- |
| 1948               | Londres (Reino Unido) | Medalla de plata | Dos con timonel  |
| Campeonato Europeo |                       |                  |                  |
| Año                | Lugar                 | Medalla          | Prueba           |
| 1947               | Lucerna (Suiza)       | Medalla de plata | Dos con timonel  |